# Gu Sung-yun
Gu Sung-yun (구성윤?, 具聖潤?; Seul, 17 giugno 1994) è un calciatore sudcoreano, portiere del Kyoto Sanga.

## Carriera

### Club
Ha sempre giocato in Giappone, prima con il Cerezo Osaka, dalle cui giovanili è uscito nel 2013 e dove in due anni non ha collezionato nessuna presenza e poi con il Consadole Sapporo, con cui esordisce in J2 League l'8 marzo 2015 nella sfida con il Tochigi.

### Nazionale
Ha all'attivo due presenze con la nazionale Under-23 sudcoreana. Con la nazionale maggiore ha vinto la Coppa dell'Asia orientale nel 2015 in Cina, ma non ha ottenuto nessuna apparizione.
Viene convocato per le Olimpiadi 2016 in Brasile.

## Statistiche

### Presenze e reti nei club
Statistiche aggiornate al 19 giugno 2016.
| Stagione         | Squadra           | Campionato       | Campionato | Campionato | Coppe nazionali | Coppe nazionali | Coppe nazionali | Coppe continentali | Coppe continentali | Coppe continentali | Altre coppe | Altre coppe | Altre coppe | Totale | Totale | Totale |
| Stagione         | Squadra           | Comp             | Pres       | Reti       | Comp            | Pres            | Reti            | Comp               | Pres               | Reti               | Comp        | Pres        | Reti        | Pres   | Reti   |        |
| ---------------- | ----------------- | ---------------- | ---------- | ---------- | --------------- | --------------- | --------------- | ------------------ | ------------------ | ------------------ | ----------- | ----------- | ----------- | ------ | ------ | ------ |
| 2015             | Consadole Sapporo | J2L              | 33         | -33        | CI              | 1               | 0               | -                  | -                  | -                  | -           | -           | -           | 34     | -33    |        |
| 2016             | Consadole Sapporo | J2L              | 16         | -7         | CI              | 0               | 0               | -                  | -                  | -                  | -           | -           | -           | 16     | -7     |        |
| Totale Consadole | Totale Consadole  | Totale Consadole | 49         | -40        | -               | 1               | 0               | -                  | -                  | -                  | -           | -           | -           | 50     | -40    |        |
| Totale carriera  | Totale carriera   | Totale carriera  | 49         | -40        | -               | 1               | 0               | -                  | -                  | -                  | -           | -           | -           | 50     | -40    |        |

### Cronologia presenze e reti in nazionale
| Cronologia completa delle presenze e delle reti in nazionale ― Corea del Sud | Cronologia completa delle presenze e delle reti in nazionale ― Corea del Sud | Cronologia completa delle presenze e delle reti in nazionale ― Corea del Sud | Cronologia completa delle presenze e delle reti in nazionale ― Corea del Sud | Cronologia completa delle presenze e delle reti in nazionale ― Corea del Sud | Cronologia completa delle presenze e delle reti in nazionale ― Corea del Sud | Cronologia completa delle presenze e delle reti in nazionale ― Corea del Sud | Cronologia completa delle presenze e delle reti in nazionale ― Corea del Sud |
| Data                                                                         | Città                                                                        | In casa                                                                      | Risultato                                                                    | Ospiti                                                                       | Competizione                                                                 | Reti                                                                         | Note                                                                         |
| ---------------------------------------------------------------------------- | ---------------------------------------------------------------------------- | ---------------------------------------------------------------------------- | ---------------------------------------------------------------------------- | ---------------------------------------------------------------------------- | ---------------------------------------------------------------------------- | ---------------------------------------------------------------------------- | ---------------------------------------------------------------------------- |
| 5-9-2019                                                                     | Istanbul                                                                     | Corea del Sud                                                                | 2 – 2                                                                        | Georgia                                                                      | Amichevole                                                                   | -2                                                                           |                                                                              |
| 11-12-2019                                                                   | Busan                                                                        | Corea del Sud                                                                | 2 – 0                                                                        | Hong Kong                                                                    | Coppa dell'Asia orientale 2019                                               | -                                                                            |                                                                              |
| 14-11-2020                                                                   | Wiener Neustadt                                                              | Messico                                                                      | 3 – 2                                                                        | Corea del Sud                                                                | Amichevole                                                                   | -3                                                                           |                                                                              |
| 17-11-2020                                                                   | Maria Enzersdorf                                                             | Corea del Sud                                                                | 2 – 1                                                                        | Qatar                                                                        | Amichevole                                                                   | -1                                                                           | 46’                                                                          |
| Totale                                                                       |                                                                              | Presenze                                                                     | 4                                                                            |                                                                              | Reti                                                                         | -6                                                                           |                                                                              |

## Palmarès

### Club

#### Competizioni nazionali
- J2 League: 1

Consadole Sapporo: 2016
- K League 2: 1

Sangju Sangmu: 2021

### Nazionale
- Coppa dell'Asia orientale: 2

2015, 2019